# Eddie South
Eddie South (Missouri, 27 novembre 1904 – 25 aprile 1962) è stato un violinista statunitense.

## Biografia
Nonostante avesse dimostrato un notevole talento come musicista classico, South si dedicò alla musica jazz, a causa delle limitate possibilità in ambito classico che potevano essere date ad un musicista afro-americano. Studiò al Chicago College of Music con il violinista Petrowitsch Bissing. Iniziò la sua carriera suonando in vaudeville ed in orchestre jazz con Freddie Keppard, Jimmy Wade, Charles Elgar e Erskine Tate a Chicago.
Durante una visita in Europa negli anni '20 scoprì la musica zigana e la riutilizzò nella propria musica.
Nel 1927 fondò il proprio gruppo musicale "Eddie South and his Alabamians".
Negli anni '30 incise dei brani con Django Reinhardt, Stéphane Grappelli e Michel Warlop. Alcuni di questi brani erano degli arrangiamenti in chiave jazz di composizioni di Bach.

## Discografia
- Eddie South the chronological 1923-1937 vol.707 Classics
- Eddie South the chronological 1937-1941 vol.737 Classics